# Coefficient de proportionnalité
Deux grandeurs sont proportionnelles si les valeurs d’une des grandeurs s’obtiennent en multipliant toujours par un même nombre les valeurs de l’autre grandeur. Ce nombre est appelé coefficient de proportionnalité .
Pour calculer un coefficient de proportionnalité, il faut diviser la valeur d'une première grandeur par la valeur d'une seconde grandeur qui lui corresponde.
Soient une grandeur A et une grandeur B, ayant un coefficient de proportionnalité de 5 :

toute valeur de A (par exemple 100) divisée par la valeur correspondante de B (qui dans cet exemple sera 20) donnera 5. Exemple pratique : le coefficient de proportionnalité qui lie le prix d'un bien ou service consommé ou utilisé en France (valeur A) à l'impôt indirect sur la consommation nommé TVA appliqué à ce prix (valeur B) est de 5. Quelle que soit la valeur du produit ou service (coût hors taxe), il suffit de le diviser par 5 pour en connaître la TVA (et, par addition des deux, le coût toutes taxes comprises),  puisque depuis le 1er janvier 2014, elle se monte - pour les cas dits "normaux" - à 20 % (page rédigée en avril 2024)
Autre exemple d'application de la notion de coefficient de proportionnalité : en physique quantique, la Constante de Planck est le coefficient de proportionnalité fondamental qui relie l'énergie d'un photon à sa fréquence ({\displaystyle E=h\nu }) et sa quantité de mouvement à son nombre d'onde ({\displaystyle p=\hbar k}).